# Ligne A du tramway de Grenoble
Pour les articles homonymes, voir Ligne A.
La ligne A du tramway de Grenoble, est une ligne de tramway desservant l’agglomération grenobloise. Elle est exploitée par la société publique locale M TAG et a été mise en service par tronçons entre août et décembre 1987 entre Fontaine et Grenoble, marquant le grand retour de ce mode de transport en commun dans l’agglomération après trente-cinq ans d’absence. Sa vitesse commerciale est de 17,3 km/h.
Si de 1987 à 1994 une desserte occasionnelle d'Alpexpo a existé, elle devient permanente en 1996 lors de l'extension de la ligne à Échirolles, prolongée à nouveau au sein de la commune l'année suivante, en 1997. La ligne est prolongée au sud en direction du Pont-de-Claix depuis le 21 décembre 2019.

## Histoire

### La renaissance du tramway

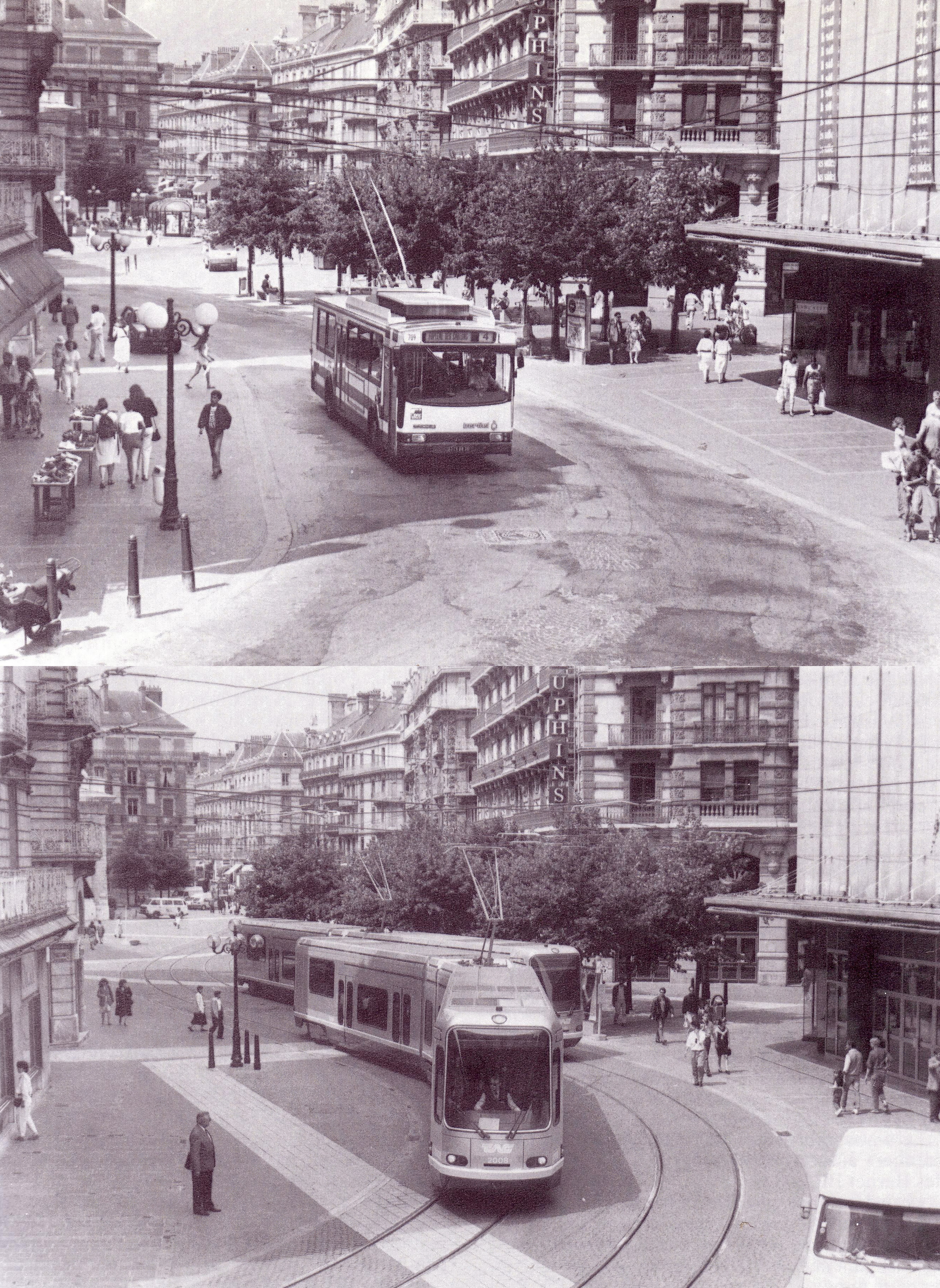
Rue Félix Poulat, avant et après le retour du tramway

La ligne A du tramway de Grenoble, qui marque le retour de ce mode de transport disparu de la région depuis 1952, est le résultat d’un long combat mené notamment par l’Association pour le développement des transports en commun (ADTC), créée en 1974 alors que les premières études de transport en commun en site propre sont lancées,. Ces dernières écartent alors le tramway au profit de moyens jugés novateurs, tels le Poma 2000,. L'ADTC, partisane du tramway, réussi à convaincre le maire Hubert Dubedout d'étudier le tramway l'année suivante, tandis que le gouvernement lance un appel à projets auprès de huit villes françaises afin de développer un modèle de transport en commun en site propre, le Concours Cavaillé, auquel la ville décide d'y participer,. Les études dégagent une ligne reliant Fontaine au centre commercial Grand'Place créé en 1975 via l'hyper-centre de Grenoble, avec une branche en direction du domaine universitaire, qui deviendra la ligne B en 1990,.
Afin de monter un projet la municipalité cherche plusieurs modèles sur lesquels s’appuyer. Une visite du réseau de tramway de Zurich est organisée en 1982 avec les élus grenoblois et du SMTC ainsi que 400 citoyens, pour l’occasion un train fut spécialement affrété. Plusieurs réunions publiques sont organisées entre 1975 et 1982 afin d’alimenter la réflexion sur le retour du tramway grenoblois.
Les élections municipales de mars 1983 portent la droite au pouvoir et Alain Carignon devint maire de Grenoble. Jusqu'alors conseiller général et favorable au retour du tramway, rien ne semblait envisager des difficultés dans la création de cette nouvelle ligne de transport en commun entre Fontaine et Grand'Place. Cependant une partie de son équipe municipale et de ses électeurs émirent quelques objections et furent beaucoup moins enthousiastes, tout comme que les socialistes, désormais dans l'opposition, ainsi que certains commerçants du centre-ville franchement opposés, pensant qu'ils risquent de perdre tout ou partie de leur clientèle. Les élus communistes, dont Louis Maisonnat alors maire de Fontaine, se montrent toujours très enthousiastes et soutiennent le retour du tramway.
Le maire décide d'organiser un référendum auprès de la population grenobloise. Organisé le 22 juin 1983, ce sera le premier référendum organisé dans une ville de plus de 100 000 habitants en France. Finalement, le tramway obtiendra une majorité de « oui » avec 53,09 % des votes.
Quelques jours plus tard, le 8 juillet, le SMTC lance officiellement le projet de construction de la nouvelle ligne de tramway.

### Histoire de la ligne
Les travaux préparatoires débutent dès le mois de décembre 1983, tandis que les études se poursuivent, le chantier de la ligne débutant réellement en septembre 1984. Afin d'aider les automobilistes, une mascotte portant le nom de renard bleu fait son apparition dans les rues et dans les médias. Elle restera en place jusqu'à l'achèvement des travaux et sera même utilisée pour la seconde ligne de tramway. Les premiers rails sont mis en place en juillet 1985.
Simultanément, démarrent les travaux de construction de la vaste station terminus de Grand'Place, transformant radicalement l'environnement de ce centre commercial. Deux ans plus tard, le 3 août 1987, la ligne est mise en service entre les stations Gares Europole (aujourd'hui Gares) et Grand'Place. La ligne n'est officiellement inaugurée que le 5 septembre 1987 avec la mise en service du tronçon de la gare jusqu'à la station Louis Maisonnat à Fontaine, station portant le nom de l'ancien maire décédé en avril 1986 et fervent partisan du tramway,.
Le dernier tronçon de la ligne A est ouvert le 12 décembre 1987, prolongeant la ligne à travers Fontaine jusqu'aux portes de Sassenage, au terminus La Poya, soit une longueur de 8,8 km.
Le 31 octobre, une antenne prolongeant la ligne jusqu'à Alpexpo est mise en service ; elle n'est utilisée qu'en cas d'événements et est supprimée le 12 novembre 1994 en vue de l'extension de la ligne à Échirolles. Le maintien de cette antenne s'avérait difficile, le prolongement à Échirolles utilisant la première centaine de mètres de l'antenne. La station événementielle Alpexpo est remplacée par la station permanente Alpexpo - Alpes Congrès - Le Summum située non loin de là, aujourd'hui nommé Polesud - Alpexpo.
L'extension jusqu'à la station Auguste Delaune est mis en service le 11 mars 1996 après deux ans de travaux. Le 20 décembre 1997, la ligne est prolongée d'une station à Échirolles, avec un terminus à Denis Papin ; ce qui porte alors la longueur de la ligne à 12,7 km.
Les travaux d'extension de la ligne B dans le quartier Europole nécessitent de modifier les stations Gares et Saint-Bruno entre 1998 et 1999. En août 2004, outre la fusion des stations Alsace-Lorraine et Gambetta, une nouvelle station est créée afin de desservir la gare d'Échirolles tout juste inaugurée. Une autre modification notable de la ligne est le déplacement de la station Chavant, effectif en mars 2006, afin qu'elle soit commune avec la ligne C qui est mise en service en mai 2006.
À la suite de plusieurs études préalables, les travaux d'extension de la ligne A après Denis Papin jusqu'à la commune de Pont-de-Claix, avec la création de deux stations, sont lancés le 4 décembre 2017. Le chantier est marqué par la découverte d'un obus et de réseaux souterrains abandonnés voire non répertoriés. Les premiers essais sur la voie prolongée débutent le 20 octobre 2019, suivis le 6 décembre par la marche à blanc, avant l'ouverture à la circulation le 21 décembre,,.

## Tracé et stations

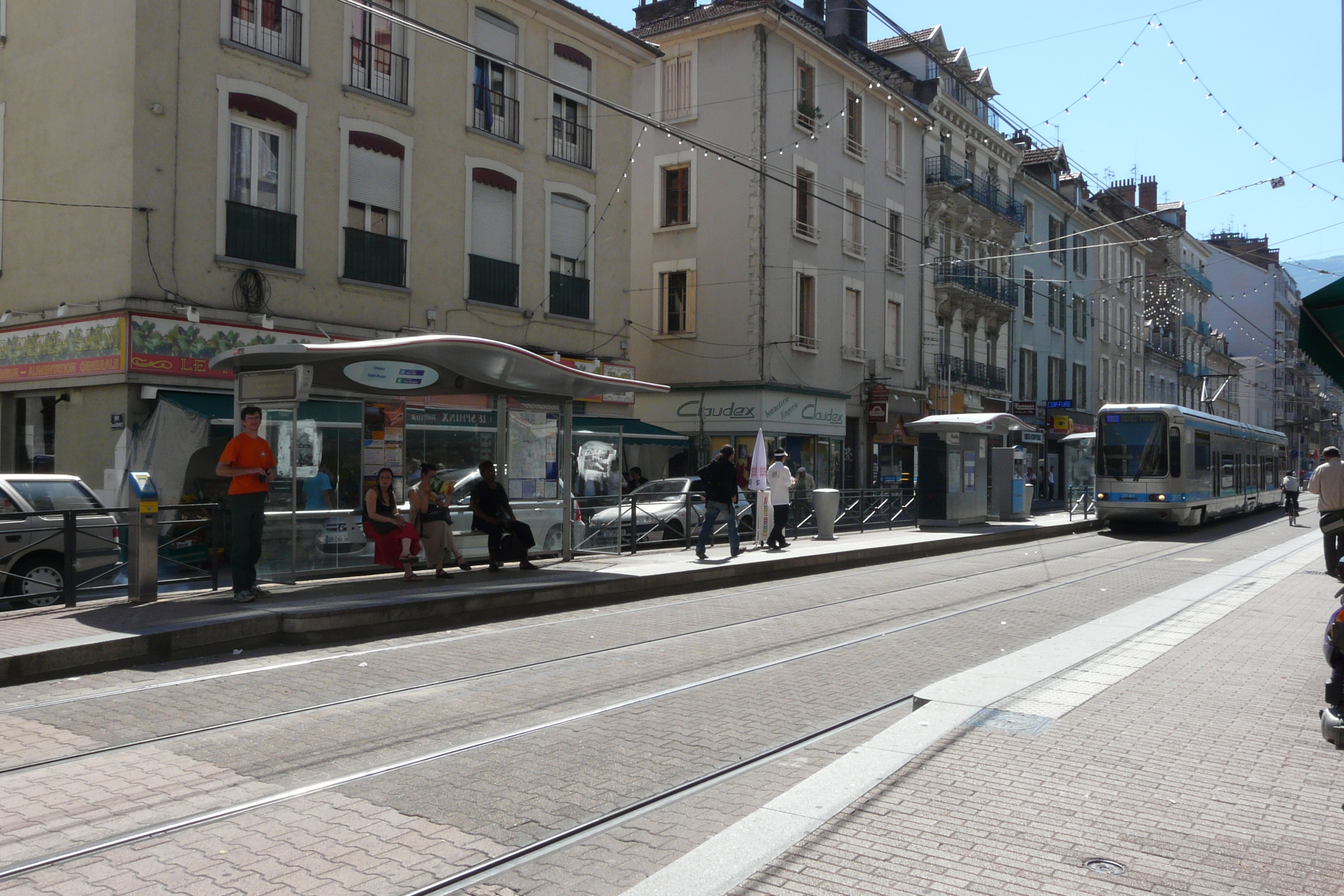
Tram de la ligne A arrivant à l'arrêt Saint-Bruno.

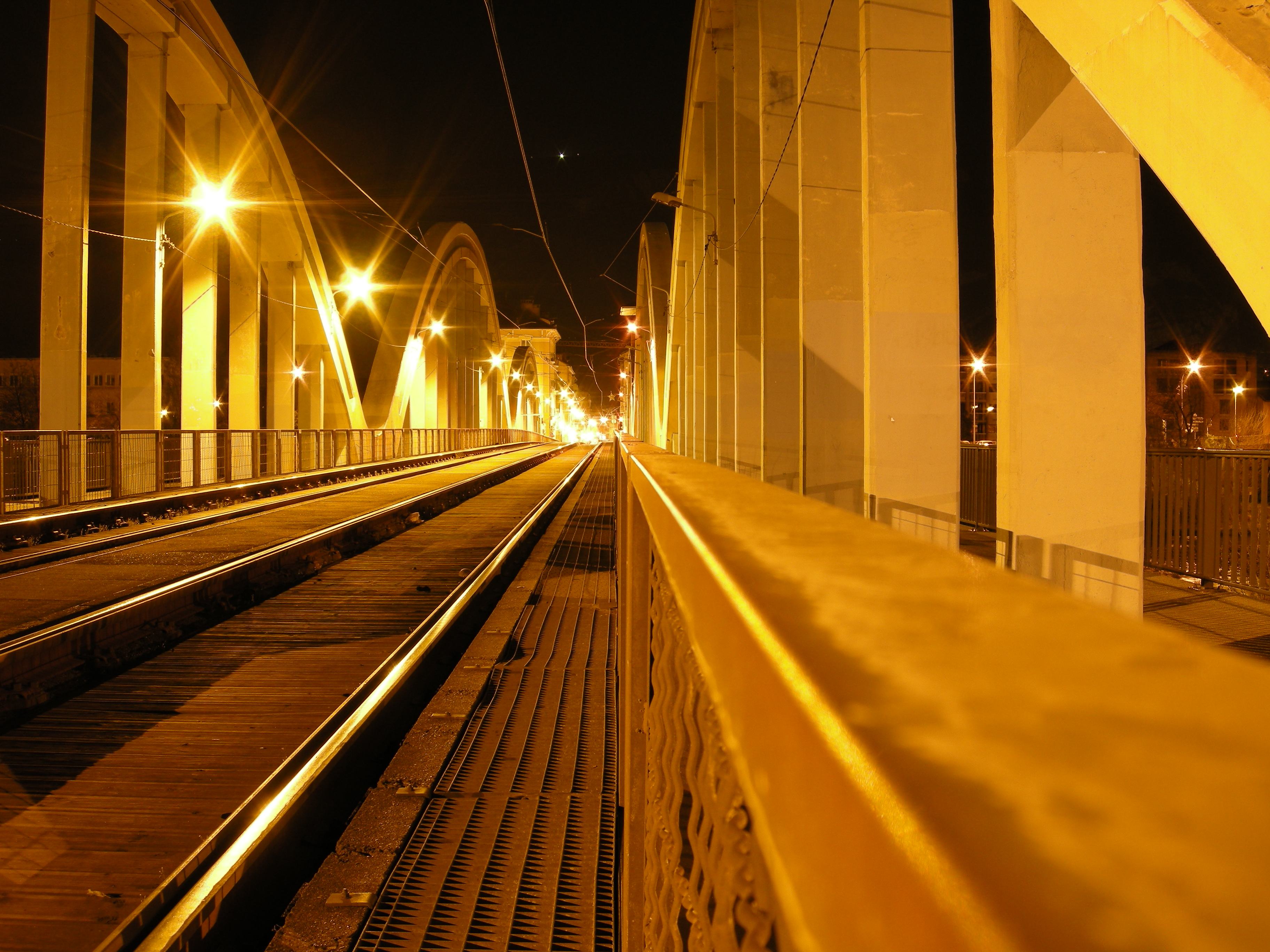
Pont du Drac entre Grenoble et Fontaine.

La longueur de la ligne est de 12,7 kilomètres — 13,68 km à partir du 21 décembre 2019 —. La ligne est implantée en site propre intégral, des plots, obstacles et barrières empêchant l’accès à la plate-forme à la circulation automobile. Les stations possèdent des quais latéraux d’une largeur comprise entre 2,50 mètres et 3 mètres, tous placés en face à face.

### Tracé
Le tracé naît à proximité du centre commercial Géant à Fontaine – La Poya. Puis la ligne se dirige vers le sud-est sur l’avenue Paul-Langevin avant de rapidement regagner l’avenue Ambroise-Croizat, marque l’arrêt à Charles Michel, puis continue sur l’avenue Aristide-Briand oú elle stoppe à la station Fontaine Hôtel de Ville – La Source. Elle s’oriente ensuite vers l’est dessert les stations Louis Maisonnat et Les Fontainades – Le Vog. Elle regagne ensuite les berges du Drac et le pont du même nom. Le tram enjambe la rivière et l’A480 et arrive sur la commune de Grenoble. Le tramway remonte le cours Berriat marque l’arrêt Berriat – Le Magasin et repart sur le cours ou il sera rejoint à hauteur de la station Saint-Bruno par la ligne de tram B. Puis le tracé passe sous les lignes de chemin de fer pour arriver sur le parvis de la gare où se trouve l’arrêt homonyme. De là, la ligne prend la direction du centre-ville en empruntant l’avenue Alsace-Lorraine où se trouve la station du même nom. Elle traverse le boulevard Gambetta et arrive place Victor-Hugo puis traverse le boulevard Édouard-Rey afin d’arriver dans la zone piétonnière du centre-ville de Grenoble où se trouvent les arrêts Victor Hugo et Hubert Dubedout – Maison du Tourisme. Celui-ci est le dernier arrêt que les lignes A et B ont en commun.
La ligne sinue sur la rue Félix-Poulat puis rue Raoul-Blanchard avant de quitter la zone piétonne et de prendre la direction de la place de Verdun. Ensuite le tracé file vers le sud, passe à Chavant, ou elle côtoie la ligne C et se dirige vers Albert 1er de Belgique en empruntant l’avenue Général Champon. S’ensuit l’avenue Marcellin-Berthelot ou la ligne compte trois arrêts, Mounier, MC2 – Maison de la Culture et Malherbe. Le tramway traverse ensuite la Villeneuve de Grenoble et dessert La Bruyère - Parc Jean Verlhac et Arlequin. La ligne A sort du village par la rue Maurice-Dodero pour aboutir à Grand’Place. Elle passe ensuite devant la patinoire de l’agglomération sur l’avenue d’Innsbruck, fait un virage à 90 degrés et passe sous le centre commercial où se trouve l’arrêt PôleSud - Alpexpo. Le tracé longe ensuite la Villeneuve d’Échirolles en s’orientant plein ouest dans un premier temps, stoppe à la station Surieux, puis repart en s’orientant ensuite plein sud. Il dessert la station Les Essarts – La Butte sur l’avenue des États Généraux et passe au-dessus de la voie ferrée du TER Grenoble-Montmélian et de la Gare d'Échirolles desservie par la station du même nom et où se trouve un parking-relais. Il enjambe ensuite la rocade sud et continue sur l’avenue du 8 mai 1945, dessert La Rampe – Centreville et Marie-Curie puis s’incurve vers le sud-ouest sur l’avenue du Général-de-Gaulle, qu'elle emprunte jusqu'à son terminus Pont-de-Claix-L'Étoile, juste avant le passage à niveau de la ligne des Alpes et en face de l'Histo Bus Dauphinois.

### Principaux ouvrages d’art
Plusieurs ouvrages d’art ont dû être réalisés pour accueillir cette nouvelle ligne de tramway :
- Le Pont Esclangon reliant Fontaine à Grenoble pour la circulation automobile afin d'utiliser le Pont du Drac existant pour le tramway ;
- Le passage sous les voies ferrées à proximité de la gare ;
- Le pont qui franchit la rocade sud.

### Stations desservies
Liste des stations desservies au 2 septembre 2024.
|  |   |  | Station                              | Lat/Long                    | Commune          | Correspondances TAG                  | Cars Région / SNCF                                                                        |
|  | - |  | ------------------------------------ | --------------------------- | ---------------- | ------------------------------------ | ----------------------------------------------------------------------------------------- |
|  | ■ |  | La Poya                              | 45° 11′ 50″ N, 5° 40′ 20″ E | Fontaine         | 19 20 50                             | T64                                                                                       |
|  | • |  | Charles Michels                      | 45° 11′ 38″ N, 5° 40′ 49″ E | Fontaine         |                                      |                                                                                           |
|  | • |  | Fontaine Hôtel de Ville - La Source  | 45° 11′ 29″ N, 5° 41′ 15″ E | Fontaine         |                                      |                                                                                           |
|  | • |  | Louis Maisonnat                      | 45° 11′ 21″ N, 5° 41′ 39″ E | Fontaine         | C6 19                                | T65                                                                                       |
|  | • |  | Les Fontainades - Le Vog             | 45° 11′ 21″ N, 5° 41′ 55″ E | Fontaine         |                                      |                                                                                           |
|  | • |  | Berriat - Magasin                    | 45° 11′ 20″ N, 5° 42′ 24″ E | Grenoble         | C5                                   |                                                                                           |
|  | • |  | Saint-Bruno                          | 45° 11′ 18″ N, 5° 42′ 50″ E | Grenoble         | B                                    |                                                                                           |
|  | • |  | Gares                                | 45° 11′ 24″ N, 5° 42′ 54″ E | Grenoble         | B D C1 C5 C11 C12 C13 C14 84 86 N93  | X08 T40 T50 T51 T60 T62 T64 T65 T73 T75 T83 T90 T91 T92 T95 TGV, TER Auvergne-Rhône-Alpes |
|  | • |  | Alsace-Lorraine                      | 45° 11′ 22″ N, 5° 43′ 13″ E | Grenoble         | B D E C13 C14 • Agence de Mobilité   | T75 T90 T91 T92 T95                                                                       |
|  | • |  | Victor Hugo                          | 45° 11′ 23″ N, 5° 43′ 30″ E | Grenoble         | B D C1 C3 C4 C8 C11 C12 40 84 86 N93 | T83                                                                                       |
|  | • |  | Hubert Dubedout - Maison du Tourisme | 45° 11′ 25″ N, 5° 43′ 42″ E | Grenoble         | B D                                  |                                                                                           |
|  | • |  | Verdun Préfecture                    | 45° 11′ 18″ N, 5° 43′ 54″ E | Grenoble         | C9 15 16 17 18 24 80                 |                                                                                           |
|  | • |  | Chavant                              | 45° 11′ 04″ N, 5° 43′ 54″ E | Grenoble         | C C1 C4 C11 C12 18 84 86             | T83                                                                                       |
|  | • |  | Albert 1er de Belgique               | 45° 10′ 54″ N, 5° 43′ 54″ E | Grenoble         |                                      |                                                                                           |
|  | • |  | Mounier                              | 45° 10′ 44″ N, 5° 43′ 55″ E | Grenoble         |                                      |                                                                                           |
|  | • |  | MC2 - Maison de la Culture           | 45° 10′ 24″ N, 5° 43′ 55″ E | Grenoble         |                                      |                                                                                           |
|  | • |  | Malherbe                             | 45° 10′ 10″ N, 5° 43′ 56″ E | Grenoble         | C5                                   |                                                                                           |
|  | • |  | La Bruyère - Parc Jean Verlhac       | 45° 09′ 59″ N, 5° 43′ 52″ E | Grenoble         |                                      |                                                                                           |
|  | • |  | Arlequin                             | 45° 09′ 49″ N, 5° 43′ 50″ E | Grenoble         |                                      |                                                                                           |
|  | • |  | Grand'place                          | 45° 09′ 33″ N, 5° 43′ 56″ E | Grenoble         | C3 C6 C8 65 67 • Agence de Mobilité  |                                                                                           |
|  | • |  | Pôle Sud - Alpexpo                   | 45° 09′ 26″ N, 5° 43′ 58″ E | Grenoble         | C3 65 67                             |                                                                                           |
|  | • |  | Les Granges                          | 45° 09′ 25″ N, 5° 43′ 40″ E | Échirolles       |                                      |                                                                                           |
|  | • |  | Surieux                              | 45° 09′ 30″ N, 5° 43′ 19″ E | Échirolles       |                                      |                                                                                           |
|  | • |  | Essart La Butte                      | 45° 09′ 21″ N, 5° 43′ 09″ E | Échirolles       | C6                                   |                                                                                           |
|  | • |  | Échirolles Gare                      | 45° 09′ 11″ N, 5° 43′ 06″ E | Échirolles       | P+R                                  | TER Auvergne-Rhône-Alpes                                                                  |
|  | • |  | La Rampe - Centre-Ville              | 45° 08′ 56″ N, 5° 43′ 05″ E | Échirolles       | C7 C10 66 68                         |                                                                                           |
|  | • |  | Marie Curie                          | 45° 08′ 44″ N, 5° 43′ 02″ E | Échirolles       | C10 16 66                            |                                                                                           |
|  | • |  | Auguste Delaune                      | 45° 08′ 33″ N, 5° 42′ 55″ E | Échirolles       | C3 16 66                             |                                                                                           |
|  | • |  | Denis Papin                          | 45° 08′ 18″ N, 5° 42′ 47″ E | Échirolles       | 66                                   |                                                                                           |
|  | • |  | Edmée Chandon                        | 45° 08′ 13″ N, 5° 42′ 29″ E | Le Pont-de-Claix |                                      |                                                                                           |
|  | ■ |  | Pont-de-Claix-L'Étoile               | 45° 08′ 17″ N, 5° 42′ 14″ E | Le Pont-de-Claix | C2 C13 25 64 P+R                     | T75 T90 T91 T92 T95                                                                       |

### Changements de noms
Au cours de son histoire, plusieurs stations de la ligne ont vu le nom évoluer :
- Berriat est devenue Berriat - Le Magasin le 29 août 1994 ;
- E. Chavant est devenue Chavant en janvier 2004 ;
- Fontaine - Hôtel de Ville est devenue Fontaine - Hôtel de Ville - La Source le 1er février 2010 ;
- Gares - Europole est devenue Gares le 11 mars 1996 ;
- Grand'Place - Général De Gaulle est devenue Grand'Place le 11 mars 1996 ;
- Maison du Tourisme est devenue Hubert Dubedout - Maison du Tourisme le 25 juin 1996 ;
- Gabriel Péri - Les Fontainades est devenue Les Fontainades - Le Vog le 1er février 2010 ;
- Maison de la Culture est devenue Le Cargo - Maison de la Culture le 11 mars 1996 puis MC2 - Maison de la Culture en septembre 2004 ;
- Verdun est  devenue Verdun - Préfecture en 1999 ou 2000 ;
- Félix Poulat est devenue Victor Hugo le 23 août 1999 ;
- La Bruyère est devenue La Bruyère - Parc Jean Verlhac le 2 septembre 2019.

## Exploitation de la ligne

### Principes de la desserte

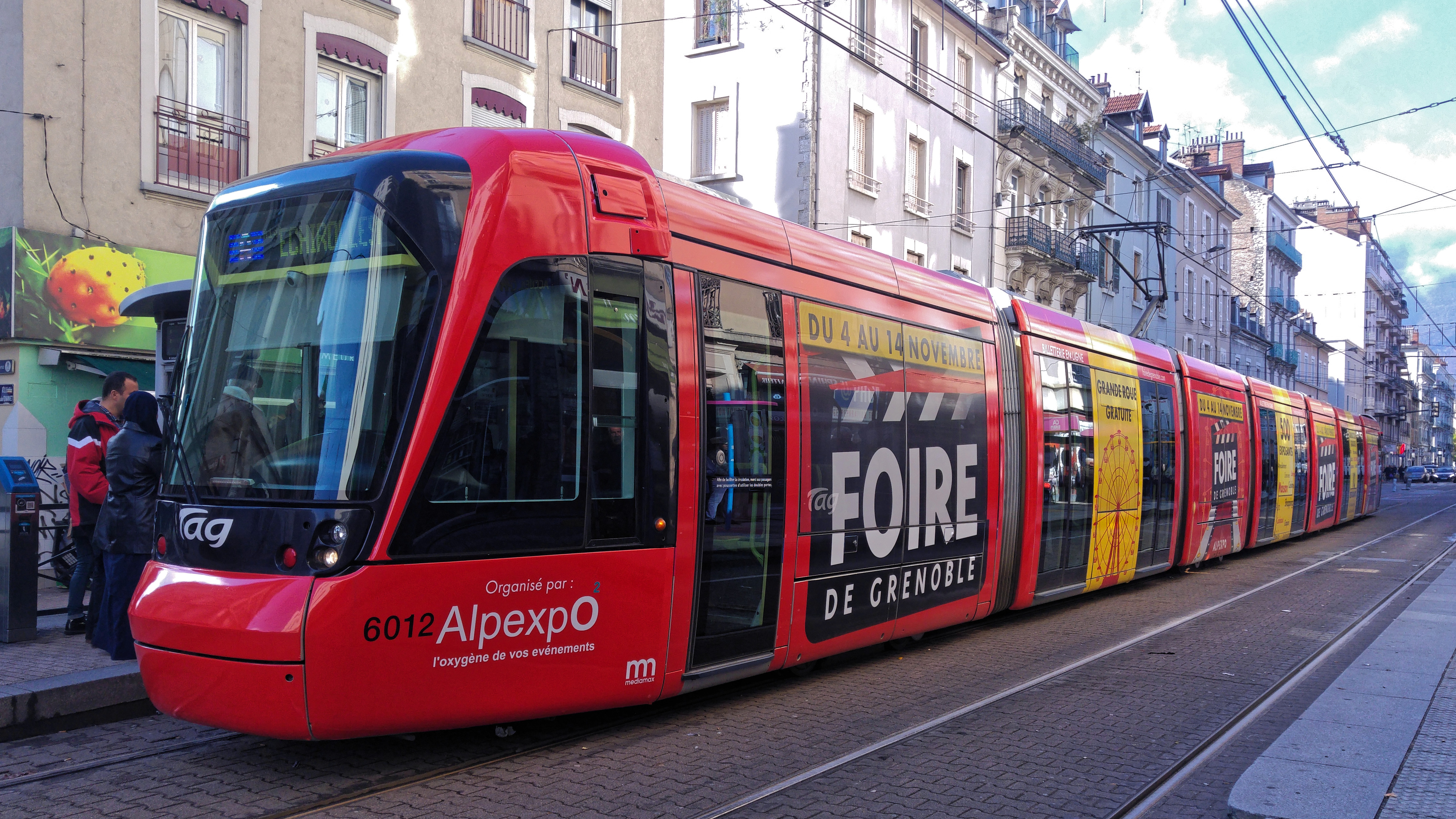
Une Citadis 402 aux couleurs de la Foire de Grenoble en 2016.

La ligne fonctionne tous les jours de l'année sauf le 1er mai.
En raison de la proximité du dépôt, le service débute à la station Grand'Place à 4 h 34 du lundi au samedi, et à 5 h 40 les dimanches et fêtes, par des services partiels. Le dernier départ de L’Etoile a lieu à 1 h 10 du lundi au dimanche. À la station L’Etoile, le premier tram part à 5 h du lundi au samedi, et à 5 h 58 les dimanches et fêtes ; les premiers départs de La Poya suivent dans la foulée. En fin de service, tous les trams ont pour terminus Grand'Place ou Polesud- Alpexpo.
Entre 7 h et 19 h, les trams circulent toutes les 4 à 5 minutes environ (5 à 8 minutes le samedi) et entre 6 h et 7 h et entre 19 h et 20 h, les trams circulent toutes les 4 à 10 minutes environ du lundi au vendredi. Il n'y a donc aucune distinction entre les heures de pointe et les heures de pleine journée. Tôt le matin et à partir de 20 h environ, la fréquence minimale est d'un tram toutes les 15 à 20 minutes environ, avec quelques exceptions. Les dimanches et fêtes, la fréquence minimale est d'environ un tram toutes les 13 minutes également, toute la journée.
Sur une partie du parcours, à savoir entre Saint-Bruno et Hubert Dubedout - Maison du Tourisme, les fréquences sont doublées par la ligne B qui circule ici en tronc commun avec la ligne A.
La distance moyenne entre stations est de 454 m sur la ligne A. Les tramways bénéficient d'un système de priorité aux carrefours comportant des feux.

### Matériel roulant
Depuis son ouverture, la ligne est exploitée avec des tramways TFS, et, depuis le 4 mai 2009, avec des Citadis 402 soit 33 rames. En 2017, des microcapteurs installés sur les rames de tramways de la ligne A servent à enregistrer en temps réel le niveau de pollution aux particules fines.

### Conduite et signalisation

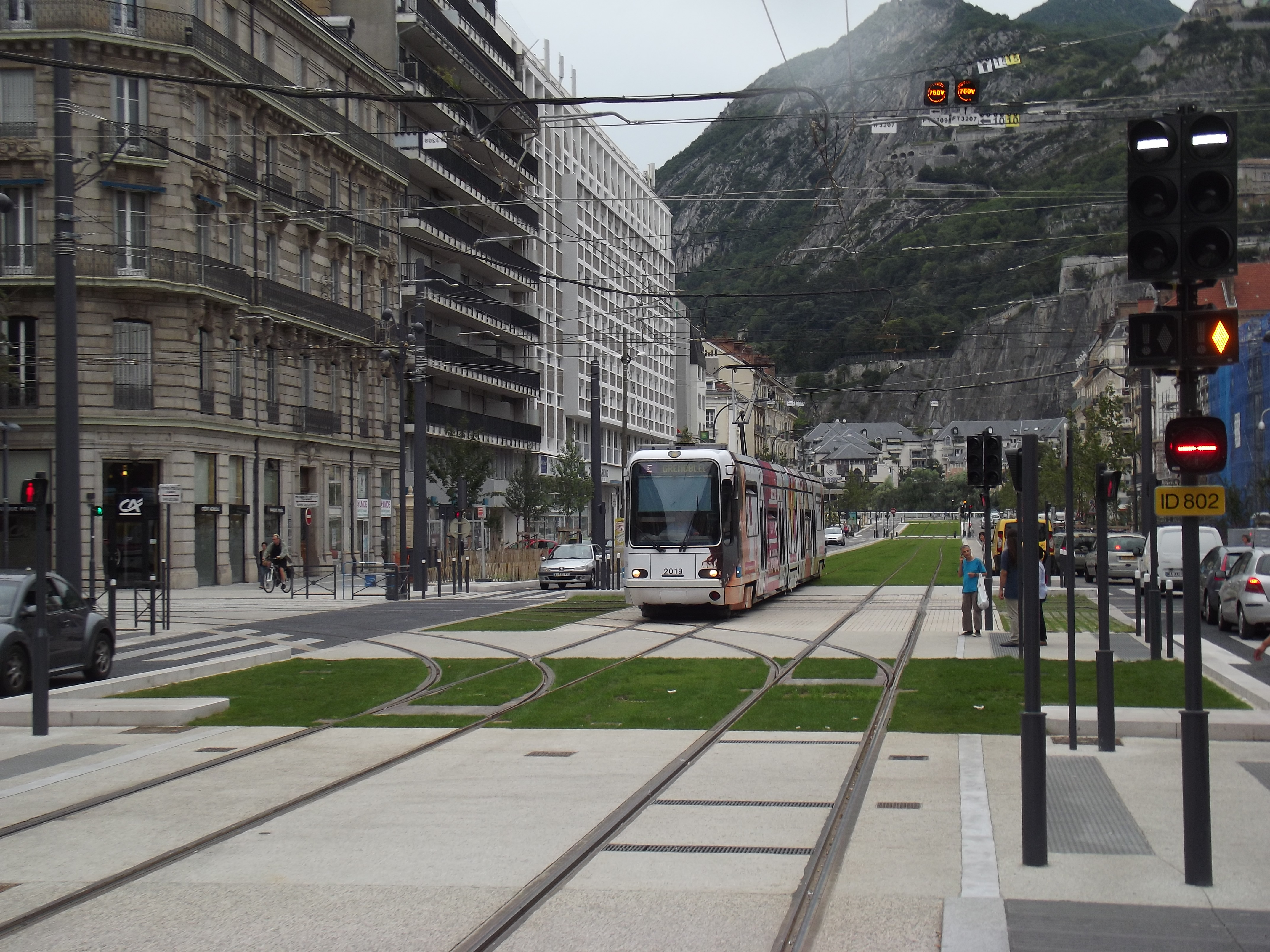
Un feu R17/R18, son signal additionnel d'aide à la conduite (en bas), un signal de protection d'itinéraire (en dessous) et un indicateur de tension (au niveau des fils).

La conduite sur la ligne se fait en « conduite à vue » : on ne trouve donc sur la ligne que des panneaux de limitation de vitesse, des signaux de protection d'itinéraires et des signaux protégeant le franchissement des carrefours. Pour ces derniers, la voirie est équipée de signaux tricolores classiques de type R11 tandis que la ligne est équipée de signaux de type R17 et R18 associés à la signalisation routière. Ces feux sont accompagnés d'une signalisation d'aide à l'exploitation, un losange lumineux signalant la prise en charge de la demande de priorité au carrefour.
Les signaux de protection d'itinéraires se situent avant les appareils de voies (aiguillages). Les panneaux de limitation de vitesse se présentent quant à eux comme des panneaux carrés avec des chiffres noirs sur fond blanc. Enfin, les indicateurs de coupure de courant sont implantés en amont de chaque secteur d'alimentation de la ligne aérienne de contact (LAC) : Un signal750V orange fixe annonce une ligne électrique alimentée, un signal clignotant une ligne non alimentée.

### Remisage et entretien

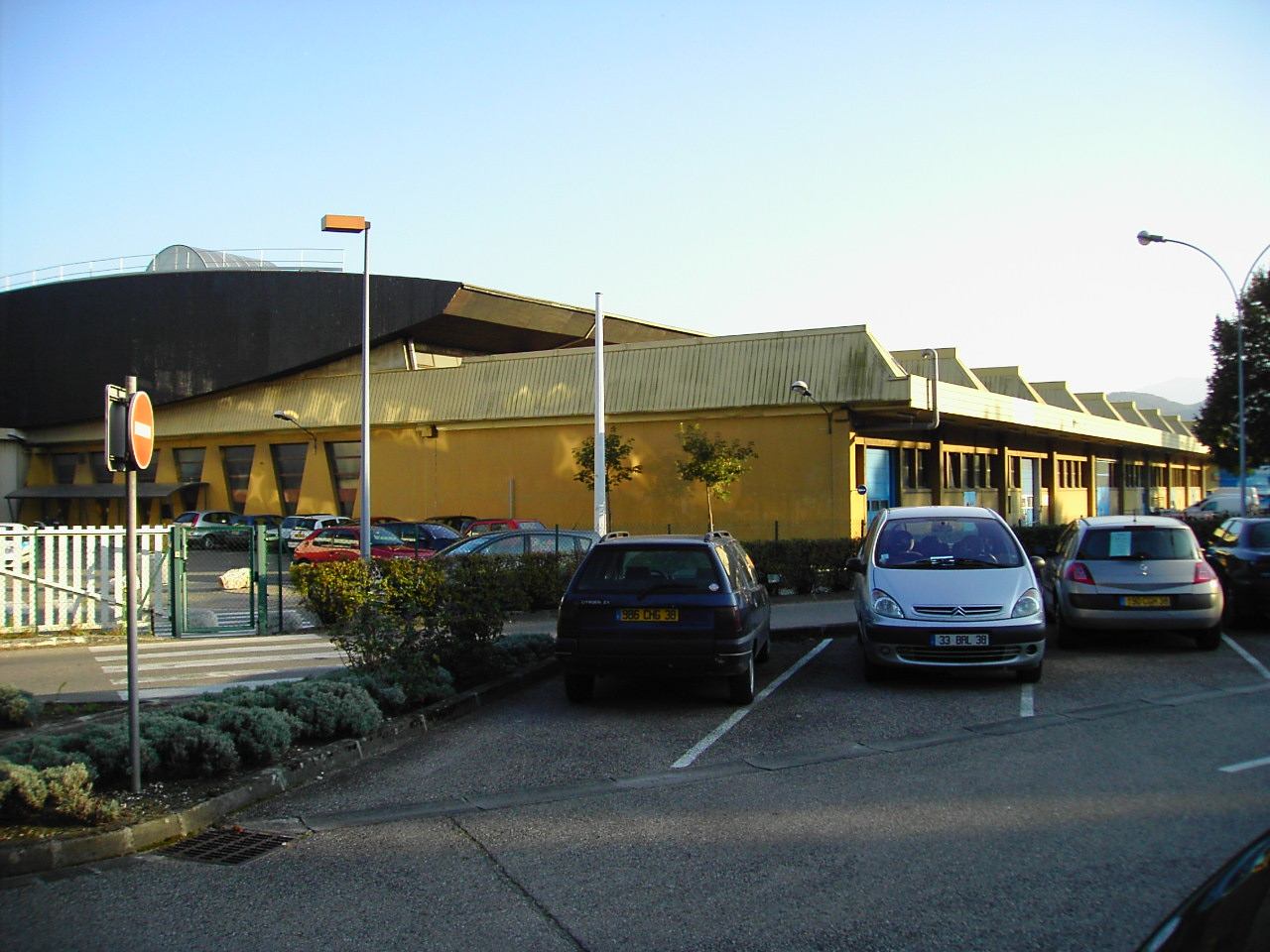
Le dépôt d'Eybens.

Les rames son remisées et entretenue au dépôt d'Eybens, accessible depuis la station Grand'Place par un raccordement de service se prolongeant par une voie d'essais. Ce dépôt, ouvert en 1977 et réaménagé pour l'ouverture du tramway en 1987, est mixte et accueille plusieurs lignes d'autobus de Grenoble.
Jusqu'en 2005, ce dépôt accueillait aussi la ligne B du tramway, aujourd'hui remisée au centre de maintenance des tramways de Gières.

## Projets

### Prolongements de la ligne
L'extension de la ligne A vers Sassenage est évoquée depuis 2001 mais aucune étude n'a été lancée jusqu'à présent. Une consultation d'une durée de cinq jours a été lancée en juin 2015 par la commune, indépendamment du SMTC, auprès des sassenageois pour se prononcer sur le choix d'un tramway ou d'un bus à haut niveau de service pour la desserte de la ville. Cette consultation qui ne revêt pas de caractère officiel a permis aux 529 personnes ayant pris part au vote de répondre à 54,6 % pour un prolongement du tramway plutôt qu'une mise en place d'un bus sur voie réservée. Cependant ce projet semble avoir été abandonné.
Le déplacement de la gare de Pont-de-Claix au carrefour de l'avenue Charles-de-Gaulle va permettre la création d'un nouveau pôle d’échange multimodal au sud de l'agglomération grenobloise,.

### Projet annexe
Des études menées par la métropole de Grenoble afin de créer un transport par câble entre le massif du Vercors et le terminus de la ligne A ont été abandonnées en 2014. Cependant, la métropole a retenu en juillet 2015 le principe du tracé d'un téléphérique urbain, le métrocâble, devant relier à l'horizon 2024 le terminus de la Poya à la ligne E du tramway de Saint-Martin-le-Vinoux via six stations dont l'une sera le terminus de la ligne B du tramway sur la Presqu'île scientifique. Dans ce projet, la station du téléphérique urbain serait située à 250 mètres de la station terminus de la Poya qui pourrait éventuellement être déplacée pour plus de proximité.

## Tourisme
La ligne A dessert, du nord au sud, les lieux d'attraction et monuments suivant :
- Hôtel de ville de Fontaine ;
- le centre d'art Le Vog ;
- Le Magasin ;
- La Belle Électrique ;
- la gare de Grenoble ;
- la basilique du Sacré-Cœur ;
- l'hyper-centre de Grenoble (place Victor-Hugo, Grenette, de Verdun, etc.) ;
- l'église Saint-Louis ;
- le lycée Stendhal ;
- le parc Paul-Mistral ;
- le lycée Emmanuel-Mounier ;
- la MC2 ;
- le quartier de La Villeneuve ;
- Grand'Place ;
- la Patinoire Polesud ;
- Alpexpo ;
- la gare d'Échirolles ;
- l'hôtel de ville d'Échirolles ;
- le centre du graphisme ;
- Histo Bus Dauphinois.